# مسجد جامعة الملك فهد للبترول والمعادن
مسجد جامعة الملك فهد للبترول والمعادن هو مسجد بنته جامعة الملك فهد للبترول والمعادن، يقع المسجد في حرم جامعة الملك فهد للبترول والمعادن في الظهران في المنطقة الشرقية شرق المملكة العربية السعودية، بني المسجد في عام 1393 هـ الموافق 1974 .

## العمارة
يتخذ المسجد مساحة مستطيلة الشكل أبعادها 45 متر طولا و27 متر عرضا، يقع المسجد على حافة بركة من الماء في حرم جامعة الملك فهد للبترول والمعادن،يحتوي سقف قاعة الصلاة ذات مخطط مربع الشكل على شبكة من القباب الزجاجية التي تسمح بدخول الضوء الطبيعي لقاعة الصلاة، ويحتوي المسجد على فراغ تحيط به أروقة من ثلاث جهات وتحده قاعة الصلاة من الجهة الرابعة، الأروقة مفتوحة على ما حولها مما يجعل من هذا الفراغ فناء مجرد، وتفصل قاعة الصلاة عن الفناء لوائح رخامية رقيقة وثلاثة أبواب خشبية، ويحتوي الفناء على نافورة ماء بسيطة غارقة في أرضية الفناء تشبه ثقب المفتاح، وتقع النافورة في الجزء الجنوبي الشرقي من الفناء، ويختلف الفناء عن غيره من الأفنية إذ أن مئذنة المسجد تقع في داخله في الجزء الشمالي الغربي منه .

## الجوائز
حاز مسجد جامعة الملك فهد للبترول والمعادن على جائزة عبد اللطيف الفوزان لعمارة المساجد في دورتها الأولى المقامة في عام 1435 هـ الموافق 2014.